# Institut Max-Planck d'économie
L'Institut Max-Planck d'économie (Max-Planck-Institut für Ökonomik, auparavant Max-Planck-Institut zur Erforschung von Wirtschaftssystemen, IMP de recherche des systèmes économiques) est un institut de recherche extra-universitaire dépendant de la Société Max-Planck situé à Iéna, consacré aux sciences économiques.
La société crée l'institut en 1993, confiant sa direction à Manfred E. Streit, pour étudier la transition des anciennes économies socialistes. Il traite désormais de la recherche fondamentale dans le domaine général des sciences économiques.
L'institut comprend trois départements :
- Économie évolutionniste (directeur : Ulrich Witt)
- interaction stratégique (directeur : Werner Güth)
- Entrepreneuriat, croissance économique et politique publique (directeur : David B. Audretsch)

Depuis 2014, l’Institut Max-Planck de science de l'histoire humaine a succédé à l’Institut Max-Planck d’économie à Iéna.